# Saint Paul (Antigua i Barbuda)
Saint Paul – jeden z 6 okręgów, zwanych tradycyjnie parafiami (ang. parish), w Antigui i Barbudzie, znajdujący się w południowej części wyspy Antigua. Według danych z 2018 okręg zamieszkują 9004 osoby.